# Cylindrobulla gigas
Cylindrobulla gigas is een slakkensoort uit de familie van de Cylindrobullidae. De wetenschappelijke naam van de soort is voor het eerst geldig gepubliceerd in 1998 door Mikkelsen.